# Meseta Pachamama
La Meseta Pachamama o Cerro Pachamama, es una meseta montañosa, ubicada en las estribaciones de la cordillera de los Andes, tiene una altura de 2800 metros sobre el nivel del mar y se encuentra ubicado en los límites de las provincias del Cañar y del Azuay, precisamente con su mayor extensión en el cantón cañarense de Déleg.

## Toponimia
Sus orígenes datan de la Era Terciaria y por si es conocido por ser un lugar de tránsito y sobre todo de paso por el que sus él transitaron los últimos Incas en los últimos años del Imperio incaico como Túpac Yupanqui, Huayna Cápac y Atahualpa, y los generales Quisquis y Calicuchima y por los conquistadores españoles como Sebastián de Benalcázar, Diego de Almagro, el Virrey Blasco Núñez de Vela, Gonzalo Pizarro, el cronista Cieza de León, y numerosos oidores, corregidores, alcaldes y muchos otros actores de la historia colonial y republicana del Ecuador. 

## Características
Incluyendo la base, el cerro tiene una altura de 2.800 m s. n. m.

### Vegetación
.

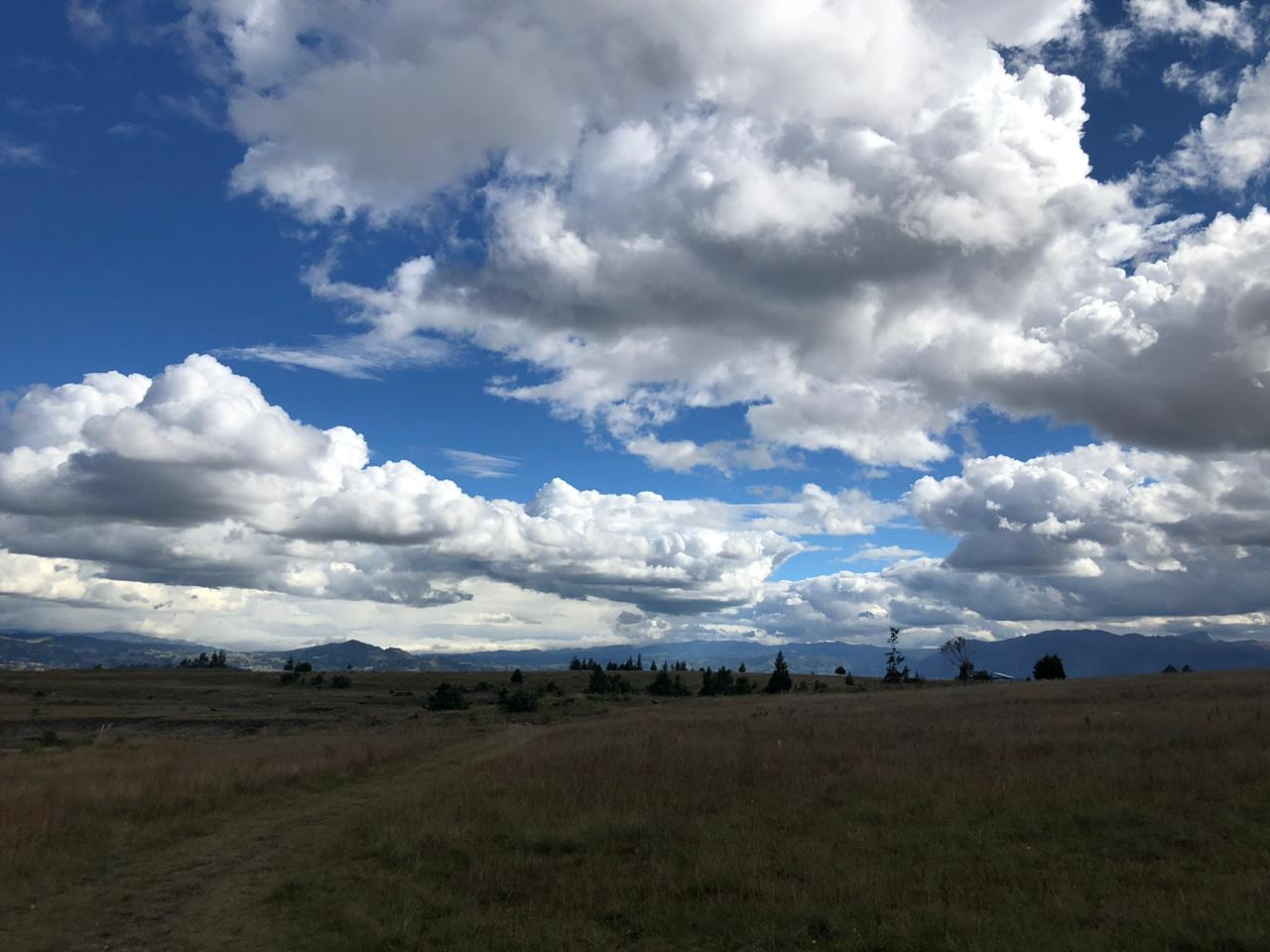
El Paisaje de la Meseta Pachamama

Gran parte de la vegetación es de tipo herbáceo por el que se pueden encontrarse la chilca blanca (Baccharis latifolia) y la chilca azul (Ageratina dendroides), una especie endémica que solamente se la encuentra en los bosques montanos del sur de Ecuador y está categorizada como “vulnerable” debido a la pérdida de hábitat y también zhadan, altamiso, poleo, guandug o floripondio, shirán, aliso, retama, pumamaqui, penco, guaba, nogal o tocte, capulí, maíz, fréjol americano, papa, zapallo, haba, eucalipto, entre otras.

### Fauna
En la meseta se pueden encontrar también con una abundante fauna como: búho o cuscungo, conejo, perdiz, zorro, añas, chucurillo y gavilán.

### Ambiente
La temperatura ambiente del cerro se sitúa entre los 10 °C hasta los 25 °C, donde es un clima "ecuatorial mesotérmico semi-húmedo" con dos estaciones variables: verano e invierno.

### Ascensión
Para subir al cerro es algo dificultoso, por lo que tienen que haber experimentados escaladores, con el paso del tiempo y con algunos caminos abiertos en la actualidad, cualquier persona puede ascender al cerro, siempre y cuando vayan acompañados por un experimentado escalador a la cual ofrece hoy en día las ventajas de la escalada deportiva y de la que han servido para los turistas extranjeros como un lugar de entrenamiento para sus competencias deportivas internacionales. 

### Vista
El cerro ofrece un momento de vista increíble, por el cual desde la cima del mismo, se pueden divisar claramente las ciudades de Cuenca y Déleg y por si las parroquias sureñas de Azogues como Charasol y Javier Loyola. 

## Como atractivo turístico
Específicamente, este lugar es muy concurrido por gente joven no solo del Ecuador, sino del mundo, por el cual también sirve como lugar de turismo, especialmente cuando hay eventos culturales y religiosos como por ejemplo el Inti Raymi, Día de la Pachamama y también como lugar de peregrinación religiosa como del Cristo de Burgos, como lugar de destino hacia el Santuario Diocesano Católico del Señor de Burgos de Borma en la ciudad de Déleg, aun a pesar de los daños ecológicos que ha tenido que soportar el lugar por parte de los turistas y de los habitantes del lugar.

## Como lugar arqueológico
En el cerro se han encontrado diversos vestigios arqueológicos que datan de tiempos de los incas y del Periodo de Integración por el que atestiguan la historia del Ecuador.